# Daihatsu Boon Luminas
Der Daihatsu Boon Luminas war ein kleiner Minivan auf Basis des Daihatsu Boon II.
Nach einer Pause von fast 4 Jahren bekam damit der Daihatsu Atrai 7 einen Nachfolger.
Daihatsu produzierte auch ein Schwestermodell für die Konzernmutter Toyota, den Toyota Passo Sette.
Weil Frauen die Hauptzielgruppe als Käufer waren, wurde nach eigenen Angaben Wert auf einfache Bedienung des Fahrzeugs gelegt. Produziert wurden die Modelle in der Daihatsu Kyōto-Fabrik. Darüber hinaus stellte Perodua
ein baugleiches Fahrzeug als Perodua Alza her, daher war Perodua auch in der Entwicklung der Modellreihe miteinbezogen.
Im Dezember 2008 war der Verkaufsstart des Boon Luminas in Japan. Das monatliche Absatzziel wurde mit 500 Einheiten bekannt gegeben. Gegenüber dem Boon wuchs die Höhe um 20 mm, die Breite um 85 mm und die Länge um 580 mm. Dadurch konnten nun sieben Erwachsene genügend Platz im Fahrzeug finden. Während in der zweiten Reihe 2 Sitze vorhanden waren, gab es in der dritten Reihe eine Dreiersitzbank. Diese war im Boden versenkbar und die Sitze in der 2. Reihe konnten umgeklappt werden. Da der Luminas erheblich schwerer war als der Boon erhielt er auch einen größeren Motor.
Hierbei handelte es sich um den Daihatsu 3SZ-VE Typ 1.5L DOHC Vierzylinder-Ottomotor mit einer Leistung von 80 kW (109 PS) bei 6000/min und einem maximalen Drehmoment von 141 Nm bei 4400/min. Seine Kraft wurde mittels 4-Stufen Automatikgetriebe grundsätzlich an die Vorderräder übertragen. Optional war auch Allradantrieb erhältlich. Das Getriebe war in der Mittelkonsole angesiedelt.
Als Standardausstattung waren Frontairbags, Antiblockiersystem mit Bremsassistent und Elektronische Bremskraftverteilung verbaut. Zusätzlich konnte das Elektronische Stabilitätsprogramm VSC sowie Seitenairbags, Kopfairbags und Knieairbags geordert werden.
Beim Toyota Passo Sette waren neben einem CD-Radio, Seiten- und Kopfairbags serienmäßig verbaut.
Jedoch war dieser gut 20 % teurer.
Angeboten wurden beide Modelle mit wenigen Ausnahmen ausschließlich im Heimatmarkt.
Im Februar 2012 endete die Produktion der Daihatsu und Toyota Modelle.
Der Perodua Alza wird noch gebaut.
Er unterscheidet sich durch eine einfachere Materialausstattung, zudem gibt es lediglich Frontairbags und ABS mit Bremsassistent serienmäßig. Er wird mit einem 5-Gang-Schaltgetriebe geliefert und hat das Automatikgetriebe nur als Option.

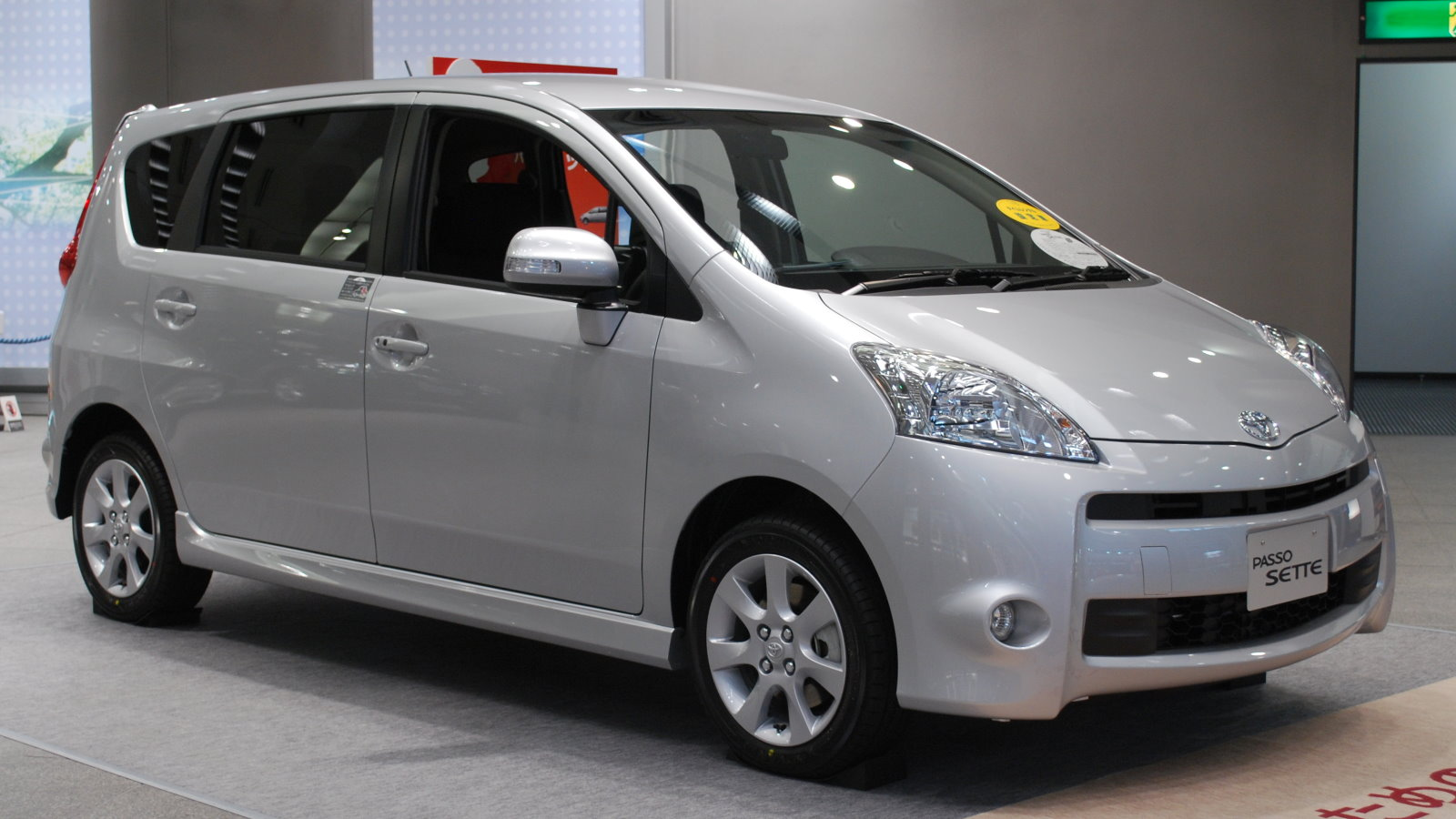
Toyota Passo Sette
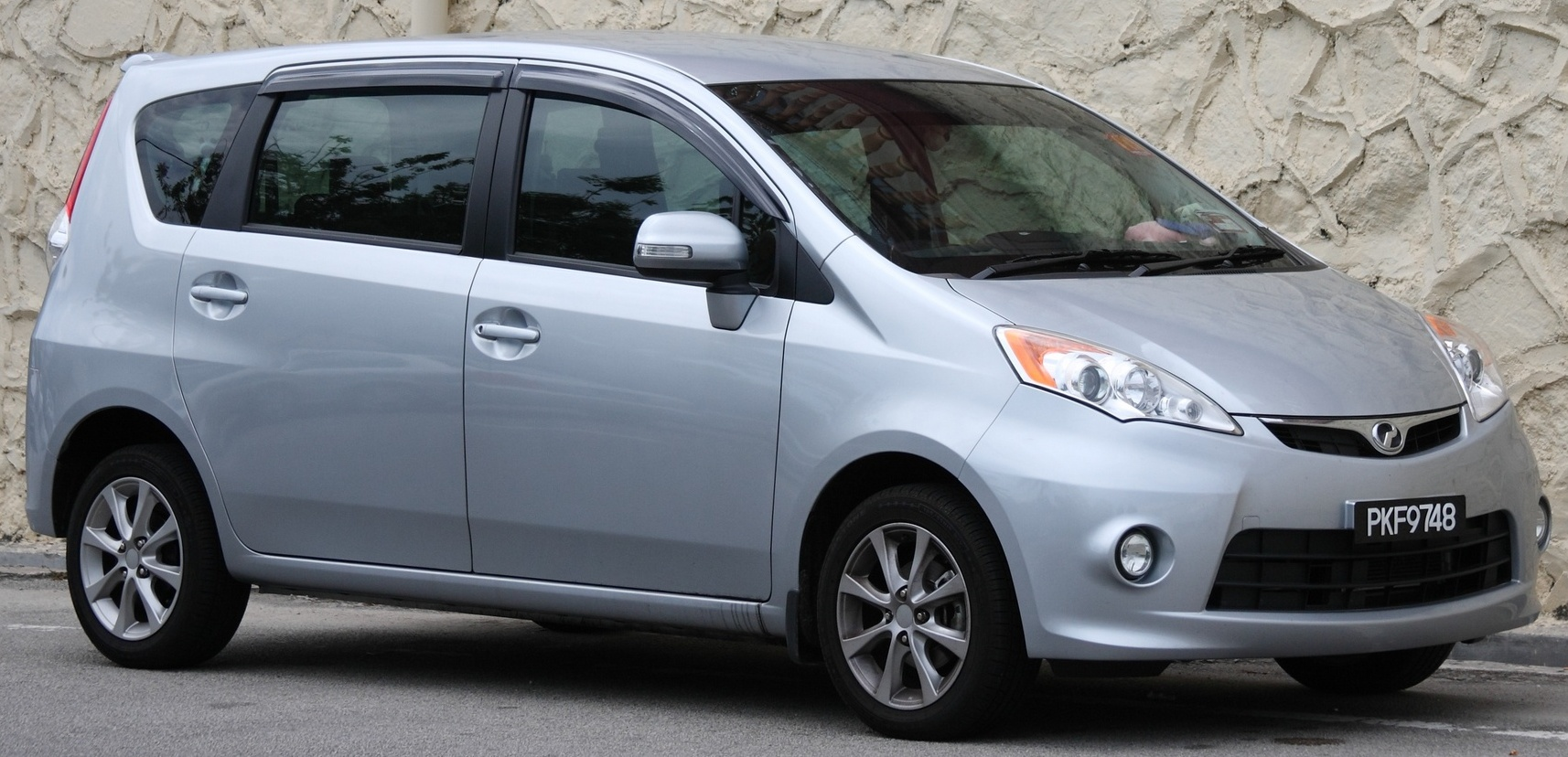
Perodua Alza
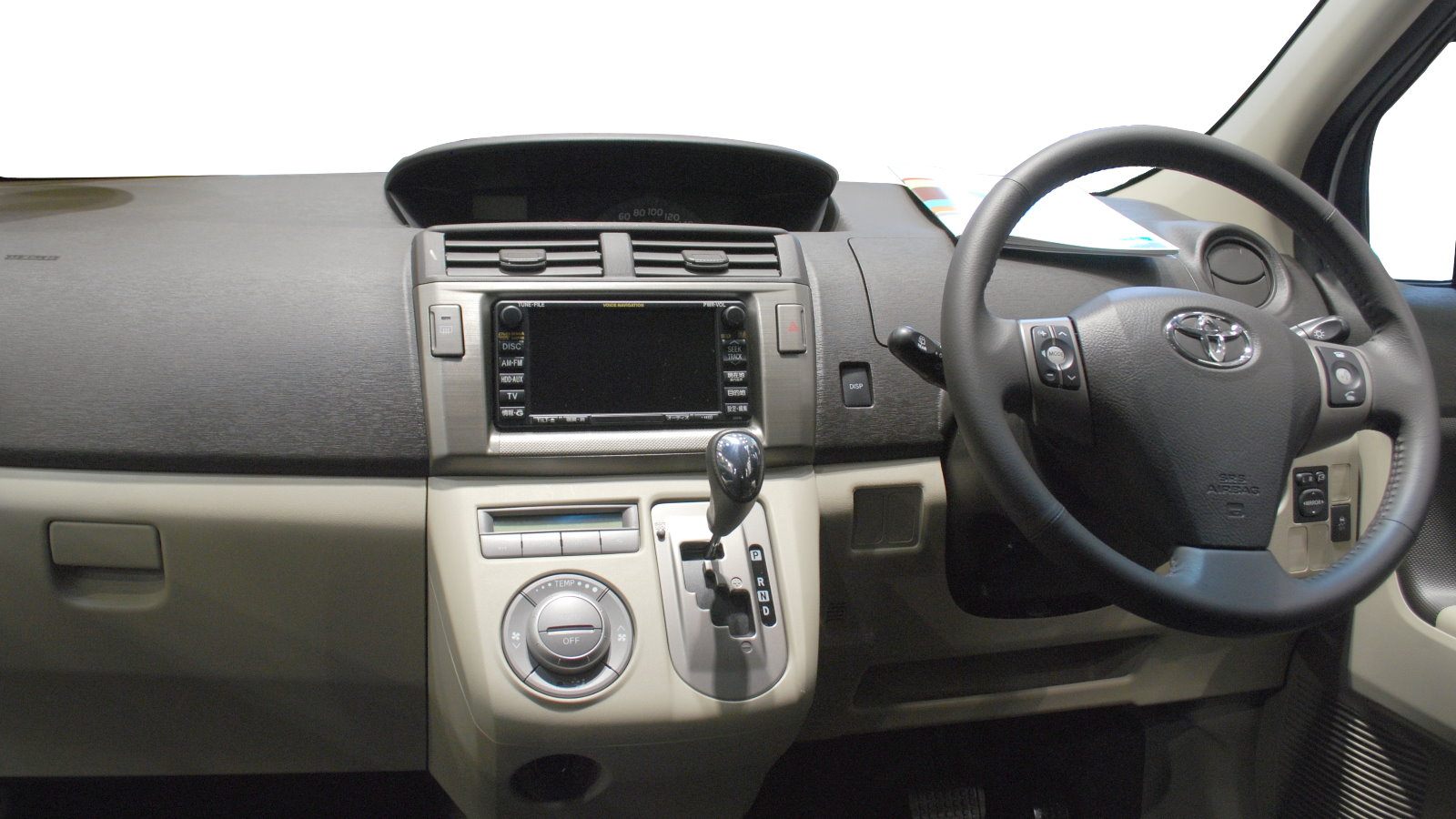
Armaturenbrett Toyota Passo Sette